# La Fortune
Pour l’article homonyme, voir La Fortune (film).
La Fortune est une nouvelle de onze pages d'Anton Tchekhov, parue en 1887.

## Historique
La Fortune est initialement publiée dans russe Temps nouveaux, numéro 4046, du 6 juin 1887, sous le pseudonyme d'An Tchekhov. Aussi traduit sous le titre Un bonheur.

## Résumé
Une nuit, deux bergers, le vieux et Sanka, parlent avec Pantelei, le garde du domaine, d'histoires de trésors enchantés qui seraient enfouis dans les environs. Ces trésors auraient été volés aux Français pendant la retraite de Russie en 1812. Mais c'est peut-être l’idée même de chercher des trésors qui les intéressent le plus.

## Édition française
- La Fortune traduit par Édouard Parayre, éditions Gallimard, Bibliothèque de la Pléiade, 1970  (ISBN 2-07-010550-4)